# Greater-Beedelup-Nationalpark
Der Greater-Beedelup-Nationalpark ist ein Nationalpark im australischen Bundesstaates Western Australia, 367 Kilometer südlich von Perth. Der Park liegt etwa 22 Kilometer westlich von Pemberton.

## Name
Der Name ist vom Beedelup Brook entlehnt, eine Bezeichnung für einen Bach. Beedelup verwenden die lokalen Aborigines der Noongar, die traditionellen Eigentümer dieses Gebiets, für einen Schlafplatz bzw. auch für ein ruhiges Gebiet.

## Tourismus
Hauptattraktion des Parks ist der 100 Meter hohe Wasserfall Beedelup Falls, der über Granitgestein fällt und den Beedelup Brook bildet. Der Bach führt allerdings nicht das ganze Jahr über Wasser. 1995 wurde eine Hängebrücke über die Beedelup Falls erbaut. Es gibt aber auch eine Aussichtsplattform, die einen Blick über den Wasserfall ermöglicht.
Der Park ist bewaldet. In ihm wachsen hauptsächlich Karri-Bäume bis zu einer Höhe von 90 Meter. Es erheben sich dort aber auch Jarrah- und Marribäume. Der Waldboden ist von großen Mooskolonien bedeckt, auf denen auch Büsche und kleine Bäume wachsen.
Durch den Nationalpark führt ein Teil des Karri Forest Explorer Drive, ein 85 Kilometer langer befahrbarer Weg, der auch zum Gloucester Tree, Dave Evans Bicentennial Tree, Gloucester-Nationalpark, zu den Cascades, dem Warren-Nationalpark, Warren River und zum Big Brook Dam führt.